# سلطان تبهکاران (فیلم ۱۹۳۹)
سلطان تبهکاران (انگلیسی: King of the Underworld) فیلمی جنایی-درام محصول سال ۱۹۳۹ آمریکاست که با بازی هامفری بوگارت در نقش یک گنگستر و کی فرانسیس در نقش پزشکی که ناچار می‌شود او را درمان کند، ساخته شده است. این فیلم به کارگردانی لوئیس سایلر و بازسازی فیلم سال ۱۹۳۵ با عنوان دکتر سقراط است که آن نیز بر پایهٔ داستانی کوتاه از دابلیو. آر. برنت ساخته شده بود.

## داستان
نایلز و کارول نلسون، یک زوج پزشک، جان یک گنگستر مجروح در تیراندازی را نجات می‌دهند. رئیس این گنگستر، جو گرنی، ۵۰۰ دلار به نایلز پاداش می‌دهد و به او پیشنهاد می‌کند که با «دست‌های میلیون دلاری‌اش» به محلهٔ ثروتمندان برود تا بیماران پولدار را درمان کند. نایلز این پیشنهاد را می‌پذیرد، اما خیلی زود به‌دلیل اعتیادش به شرط‌بندی اسب‌دوانی، کارش را نادیده می‌گیرد.
او همچنین شروع به درمان اعضای باند جو می‌کند، بی‌آن‌که همسرش را در جریان بگذارد. یک شب، برای درمان یکی از آن‌ها فراخوانده می‌شود. کارول که مشکوک شده، او را تعقیب می‌کند. زمانی‌که پلیس به پاتوق گنگسترها یورش می‌برد، درگیری مسلحانه‌ای رخ می‌دهد و نایلز کشته می‌شود، در حالی‌که جو و باندش فرار می‌کنند.
دادستان کل با وجود نداشتن پروندهٔ محکمی، تنها برای نمایش عمومی، کارول را به جرم «همسر بودن نایلز» متهم می‌کند. دادگاه ناعادلانه با هیئت منصفه‌ای بدون نتیجه به پایان می‌رسد، اما مجوز پزشکی کارول همچنان در معرض خطر است. به او سه ماه فرصت داده می‌شود تا بی‌گناهی‌اش را ثابت کند، وگرنه مجوزش باطل خواهد شد. کارول همراه با خاله‌اش جوزفین به شهر کوچکی به نام وین سنتر می‌رود، جایی که دو نفر از اعضای باند جو زندانی شده‌اند؛ به امید اینکه راهی برای تماس با جو پیدا کند.
در مسیر آزادسازی افرادش، جو دچار پنچری می‌شود. او و افراد آماتورش در ابتدا به مردی دوره‌گرد به نام بیل استیونز مشکوک می‌شوند که شاید به آن‌ها شلیک کرده باشد، اما بعد مشخص می‌شود که فقط یک میخ در لاستیک فرورفته است. وقتی بیل می‌گوید کتابی دربارهٔ اشتباهات ناپلئون نوشته، جو که علاقه‌مند به این دیکتاتور فرانسوی است، علاقه‌مند می‌شود و او را سوار می‌کند. بیل با پذیرش این دعوت، اشتباه می‌کند، زیرا هنگام حملهٔ جو به کلانتری برای آزادسازی یارانش، از ناحیهٔ شانه تیر می‌خورد و دستگیر می‌شود.
وقتی دکتر محلی حاضر به درمان او نمی‌شود، کارول گلوله را از بدنش بیرون می‌آورد. با این‌که بیل اطلاعاتی دربارهٔ جو ندارد، پس از اثبات بی‌گناهی‌اش آزاد می‌شود و برای قدردانی نزد کارول می‌رود. خاله جوزفین او را قانع می‌کند که برای یک هفته نزدشان بماند و بهبود یابد.
جو نیمه‌شب بیل را می‌رباید تا او زندگی‌نامه‌اش را بنویسد. جو از عنوان پیشنهادی بیل، یعنی «جو گرنی: ناپلئون دنیای جنایت» خوشش می‌آید، اما بیل اتفاقی نقشهٔ جو را برای کشتن او پس از پایان نگارش می‌شنود.
کارول را با چشم‌بند نزد جو می‌آورند تا گلوله‌ای را از بازویش، که هنگام عملیات نجات مجروح شده، خارج کند. پیش از آزاد شدن، به او هشدار داده می‌شود که اگر ماجرا را به پلیس بگوید، جان بیل در خطر خواهد بود.
وقتی زخم جو بدتر می‌شود، بار دیگر کارول را فرا می‌خواند و از درد چشم هم شکایت می‌کند. کارول نمونه‌ای را برای آزمایش با خود می‌برد. سپس با هشدار دوستانه‌ای از آمدن کلانتر و مأموران دولت مطلع می‌شود، چراکه یکی از اسکناس‌هایی که جو به او داده بود، به یک سرقت مرتبط بوده است. او نقشه‌ای می‌کشد. به پاتوق جو برمی‌گردد و می‌گوید او دچار عفونتی شده که در عرض شش ساعت باعث نابینایی‌اش خواهد شد، مگر آنکه فوراً با قطره‌ای خاص درمان شود. او همچنین می‌گوید این بیماری بسیار واگیردار است و همهٔ اعضای باند باید درمان شوند. جو که مشکوک شده، از او می‌خواهد ابتدا قطره را به بیل بدهد. در همین حال، خاله‌اش محل اختفای جو را به پلیس می‌دهد، اما از آن‌ها می‌خواهد تا نیمه‌شب صبر کنند تا دارو اثر کند و باند را موقتاً نابینا کند.
نقشه موفق می‌شود. گنگسترهای نابینا تیراندازی می‌کنند، اما خیلی زود تسلیم می‌شوند. جو تلاش می‌کند در خانه، کارول و بیل را پیدا کند، اما سرانجام به‌دست پلیس کشته می‌شود.
در پایان، بیل به یک نویسنده موفق تبدیل می‌شود و او و کارول صاحب پسری می‌شوند.

## بازیگران
- هامفری بوگارت در نقش جو گرنی
- کی فرانسیس در نقش دکتر کارول نلسون
- جیمز استفنسون در نقش بیل استیونز
- جان الدرِج در نقش دکتر نایلز نلسون
- جسی بازلی در نقش خاله جوزفین
- آرتور آیلزورث در نقش دکتر ساندرز
- ریموند براون در نقش کلانتر
- هارلند تاکر در نقش آقای ایمز
- رالف رمبلی در نقش آقای رابرت
- چارلی فوی در نقش اسلیک
- موری آلپر در نقش ادی
- جو دولین در نقش پورکی
- الیوت سالیوان در نقش ماگسی
- آلن دیویس در نقش پیت
- جان هارمون در نقش اسلتس
- جان ریدگلی در نقش جری
- ریچارد باند در نقش انترن
- پیر واتکین در نقش دادستان
- چارلز تروبریج در نقش دکتر رایان
- ادوین استنلی در نقش دکتر جیکوبز (با عنوان اد استنلی)
- سیدنی بریسی در نقش برت، کشاورز (نامش در عنوان‌بندی نیامده)
- ال لوید در نقش فروشنده داروخانه (نامش در عنوان‌بندی نیامده)
- میکی کوهن در نقش «سانی» استیونز (نامش در عنوان‌بندی نیامده)